# Milkana
Milkana ist eine deutsche Käsemarke der zum französischen Molkereikonzern Savencia Fromage & Dairy (früherer Name: Bongrain) gehörenden Käserei Edelweiss in Kempten (Allgäu). Es handelt sich um Schmelzkäse mit unterschiedlicher Produktvariation. Die Marke Milkana wird in Russland auch für Camembert und in Ägypten für eine eigene Art von Schmelzkäse verwendet, beides gehört zum Savencia-Konzern.

## Merkmale
Bei Milkana-Produkten handelt es sich um unterschiedliche Variationen und Konsistenzen von Schmelzkäse. Für die Herstellung gibt der Hersteller heute an, gentechnikfreie Milch von rund 320 Landwirtschaftsbetrieben aus dem Allgäu zu verwenden. Die Sorten haben rund 20 bis 50 Prozent Fett in der Trockenmasse.

## Geschichte und Einführungen
Das Produkt kam 1950 als Milka auf den Markt. Verkauft wurde das Molkereiprodukt als Milka Käseplatte. 1952 erfolgte die Umbenennung in Milkana. Im Jahr 1954 kamen Milkana-Käseecken in Aluminiumfolie einzeln oder in einer runden Schachtel auf den Markt. 1962 kamen Milkana Salami Ecken auf den Markt.
1972 kam der Schmelzkäse zum Streichen in einer verschließbaren Schale. Im Trend der Diätprodukte fing 1990 die Produktion von Milkana Leicht an, fünf Jahre später wurde die Verpackungsgestaltung erneuert. 2004 wurde das Logo erneuert.
2009 wurden zahlreiche Geschmackssorten von Milkana eingeführt: mit Emmentaler, mit Gouda und Würzig. 2010 wurden Produkte der Marke mit der goldenen Medaille der Deutschen Landwirtschafts-Gesellschaft (DLG) prämiert. Ein Jahr darauf führte Edelweiss die Käse-Platte ein, es handelt sich um Käse-Ecken mit unterschiedlichen Geschmacksvariationen in einer runden Pappeschachtel. 2012 wurde der streichbare Schmelzkäse mit Blauschimmelgeschmack eingeführt.
Unter Milkana Ofen-Baguette wurden 2013 zwei Geschmackssorten auf den Markt gebracht: Champignon und Salami. Es handelt sich um einen Aufstrich, der auf angeschnittenes Weißbrot, ideal auf Baguette aufgebracht und in einem Ofen aufgebacken werden, mit dem Ziel, es warm zu verzehren. 2014 wurde das Verpackungsdesign erneuert.

## Typen
Der Schmelzkäse mit dem Markennamen Milkana wird unter folgenden Typen und Geschmacksrichtungen verkauft (Stand: Anfang 2020):
- Milkana Frischeschalen (in verschließbarer Schale):
  - Sahne, Kräuter & Knoblauch, Kräuter, Salami, Cremig leicht, Cremig leicht mit Kräutern
- Milkana Ofen-Baguette (in verschließbarer Schale):
  - Hawaii, Salami, Flammkuchen
- Milkana Käsespezialitäten (in verschließbarer Schale):
  - mit Gouda (Käse 40 %, davon 21 % Gouda), Gouda leicht, mit Emmentaler (Käse 40 %, davon 30 % Emmentaler) Cremig Würzig, Blauschimmel
- Milkana Runddosen (einzeln in Aluminiumfolie verpackte Käseecken in einer Papierschachtel):
  - Herzhafte Käse-Brotzeit, Käse Vielfalt, Sahne, Käse-Platte, Leichte Vielfalt
- Milkana Große Ecken (Käseecke verpackt in Aluminiumfolie):
  - Salami, Kräuter, Sahne
- Milkana Thekenprodukte (großer Schmelzkäseblock als Schnittkäse, 45 % Fett i. Tr.):
  - Emmentaler Block